# Каргова
Каргова (пољ. Kargowa) је град у Пољској у Војводству Лубушком у Повјату зјелоногорском. Према попису становништва из 2011. у граду је живело 3.711 становника.

## Становништво
Према прелиминарним подацима са пописа, у граду је 2011. живело 3.711 становника.
| 2002. | 2011. | 2012. |
| ----- | ----- | ----- |
| 3.604 | 3.711 | 3.731 |